# (466909) 2015 EM46
(466909) 2015 EM46 es un asteroide perteneciente al cinturón de asteroides, descubierto el 8 de octubre de 2005 por el equipo Spacewatch desde el Observatorio Nacional de Kitt Peak (Arizona, Estados Unidos).